# Afwaaiing
Afwaaiing is een waterstandsverlaging ten gevolge van wrijving tussen wind en water. Door deze wrijving wordt de bovenste laag van het water met de wind meegevoerd. Aan de bovenwindse zijde wordt het water weggeblazen met een verlaging van de waterstand tot gevolg. Afwaaiing is hiermee het tegenovergestelde van opwaaiing.
De bovenlaag van het water stroomt met de wind mee waardoor een hellend wateroppervlak ontstaat. Dit vlak blijft bestaan zolang de wind waait en dus de wrijving in stand blijft. Onder het wateroppervlak ontstaat vervolgens een stroming die het tekort aan water bij afwaaiing wil compenseren met het overschot aan water aan de zijde van opwaaiing. De grootte van deze compenserende stroming is afhankelijk van de beschikbare waterdiepte. Bij ondieper water zal deze stroming kleiner zijn en dus zal de waterstandsverlaging door afwaaiing groter blijven.
Als voorbeeld kun je denken aan een westerstorm. De wind waait dan vanuit Engeland over de Noordzee naar Nederland. Engeland is dan de benedenwindse zijde en daar zal afwaaiing optreden. Het water wordt immers in de richting van Nederland geblazen. Aan de Nederlandse kust treedt vervolgens opwaaiing op.